# Corly Verlooghen
Corly Verlooghen (Paramaribo, 14 de septiembre de 1932) es el pseudónimo de Rudi Ronald Bedacht, un poeta, escritor, periodista y pedagogo de la música de Surinam.